# 东川路 (云南)
东川路，元朝时设置的路，属于云南行省。在今云南省会泽县。
原为大理国的东川郡。元朝改为东川路，辖境相当今云南省会泽县、东川区、巧家县。最初东川路隶属乌撒乌蒙宣慰司，后直隶于云南行省。明朝改为东川府，改属四川省。

## 资料来源
1. ↑  李治安, 薛磊. . 上海: 复旦大学出版社. 2009-04-01: 197. ISBN 978-7-3090-5601-3.